# Море зовёт (фильм)
«Море зовёт» — советский художественный фильм, снятый режиссёром Владимиром Брауном в 1955 году на Киевской киностудии художественных фильмов.
Премьера фильма состоялась 29 апреля 1956 года.

## Сюжет
Фильм о поиске своего пути в жизни, любви к людям и Родине.
Вдова черноморского моряка Екатерина Чумак одна растит четверых сыновей, которые, повзрослев, решают посвятить свои жизни морю. Двое из них плавают на одном сейнере, один — капитаном, второй мечтает о дальних берегах и пытается игнорировать приказы капитана, но вскоре поняв, что так он ничего не добьётся, получает уроки мужества и порядка у старшего брата. Младший братишка пятиклассник Тимка растёт хулиганом, но тоже когда-нибудь станет капитаном, а пока решает устроиться юнгой на корабль.

## В ролях
- Людмила Скопина — Екатерина Матвеевна Чумак, вдова
- Анатолий Соловьёв — Матвей Чумак
- Юрий Пузырёв — Виктор Чумак
- Александр Суснин — Борис Чумак
- Вова Улитин — Тимка Чумак
- Надежда Семенцова — Антонина
- Надежда Румянцева — Настенька Федоренко
- Григорий Козаченко — Гнат, рыбак
- Пётр Савин — Пётр, рыбак
- Д. Иваний — рыбак
- Андрей Сова — Грицко, рыбак
- Александр Лебедев — Васёк, рыбак
- Владимир Емельянов — Фёдор Михайлович
- Иван Рыжов — Василий Васильевич
- Николай Братерский — Андрей Петрович, бригадир
- Николай Пишванов — работник рыболовного хозяйства
- Иван Матвеев — кок
- Фёдор Вархолов — эпизод
- Ольга Реус-Петренко — кассирша (нет в титрах)
- Софья Карамаш — жена бригадира (нет в титрах)

## Съёмочная группа
- Авторы сценария: Нелли Морозова, Валентин Морозов
- Режиссёр-постановщик: Владимир Браун
- Оператор-постановщик: Алексей Герасимов
- Режиссёр: Людмила Денькевич
- Композитор: Игорь Шамо
- Звукооператор: Андрей Демиденко
- Редактор фильма: Александр Перегуда
- Художники:
  - по декорациям — Михаил Юферов, Феликс Вакериса-Гальдос
  - по костюмам — Александра Петрова
  - грим — Елена Парфенюк
- Монтажёр: Нехама Ратманская
- Текст песен: Л. Рева
- Текст и музыка рыбацкой песни: Ю. Олеша, В. Рискинд
- Комбинированные съемки:
  - оператор — Александр Панкратьев
  - художник — С. Старов
- Директор картины: Александр Котовец